# Didemnum apersum
Didemnum apersum är en sjöpungsart som beskrevs av Takasi Tokioka 1953. Didemnum apersum ingår i släktet Didemnum och familjen Didemnidae. Inga underarter finns listade i Catalogue of Life.